# С. Джей-Джоунс
С. Джей-Джоунс (на английски: S. Jae-Jones) е американска писателка на произведения в жанра фентъзи.

## Биография и творчество
С. Джей-Джоунс е родена в Лос Анджелис, Калифорния, САЩ. Има корейски произход и летата прекарва при беба си в Сеул. Учи се да свири на пиано, флейта, арфа и китара, да пее, както има увлечение по комиксите, като си прави дневник с такива рисунки. След завършване на гимназията се премества в Ню Йорк, където следва английска и американска филология и история на изкуството в Нюйоркския университет. След дипломирането си работи като редактор в голямо издателство.в Ню Йорк.
Първият ѝ роман „Зимна песен“ от едноименната поредица е издаден през 2017 г. Осемнайсетгодишната Лизл е увлечена от музиката, но животът ѝ е зает с грижите за семейната странноприемница. Когато Кралят на гоблините отвлича сестра ѝ в Подземното кралство, тя ги последва. Там обаче открива нов завладяващ свят и своята истинска същност. Романът става бестселър в списъка на „Ню Йорк Таймс“ и я прави известна. В следващия роман, „Песен за сянката“, Лизл развива музикалната си кариера, но ѝ се налага отново да слезе в Подземното кралство.
През 2023 г. е издаден първият ѝ роман от поредицата „Пазители на зората“. В историята младата Жара държи собствените си магически дарби под контрол, защото в Утринните царства магията е забранена. Случайна среща с младия Хан я свързва с тайна магическа организация за освобождение, наречена Пазителите на зората, която се бори с настъпващите зли чудовища и демонът, който ги води.
С. Джей-Джоунс живее със семейството си в Северна Каролина.

## Произведения

### Поредица „Зимна песен“ (Wintersong)
1. Wintersong (2017)[1][2][3][5]
Зимна песен, изд.: „Емас“, София (2018), прев. Теодора Давидова
2. Shadowsong (2018)
Песен за сянката, изд.: „Емас“, София (2019), прев. Емилия Карастойчева

### Поредица „Пазители на зората“ (Guardians of Dawn)
1. Zhara (2023)[1][2][3][5]
2. Ami (2024)